# Fjällsjö socken

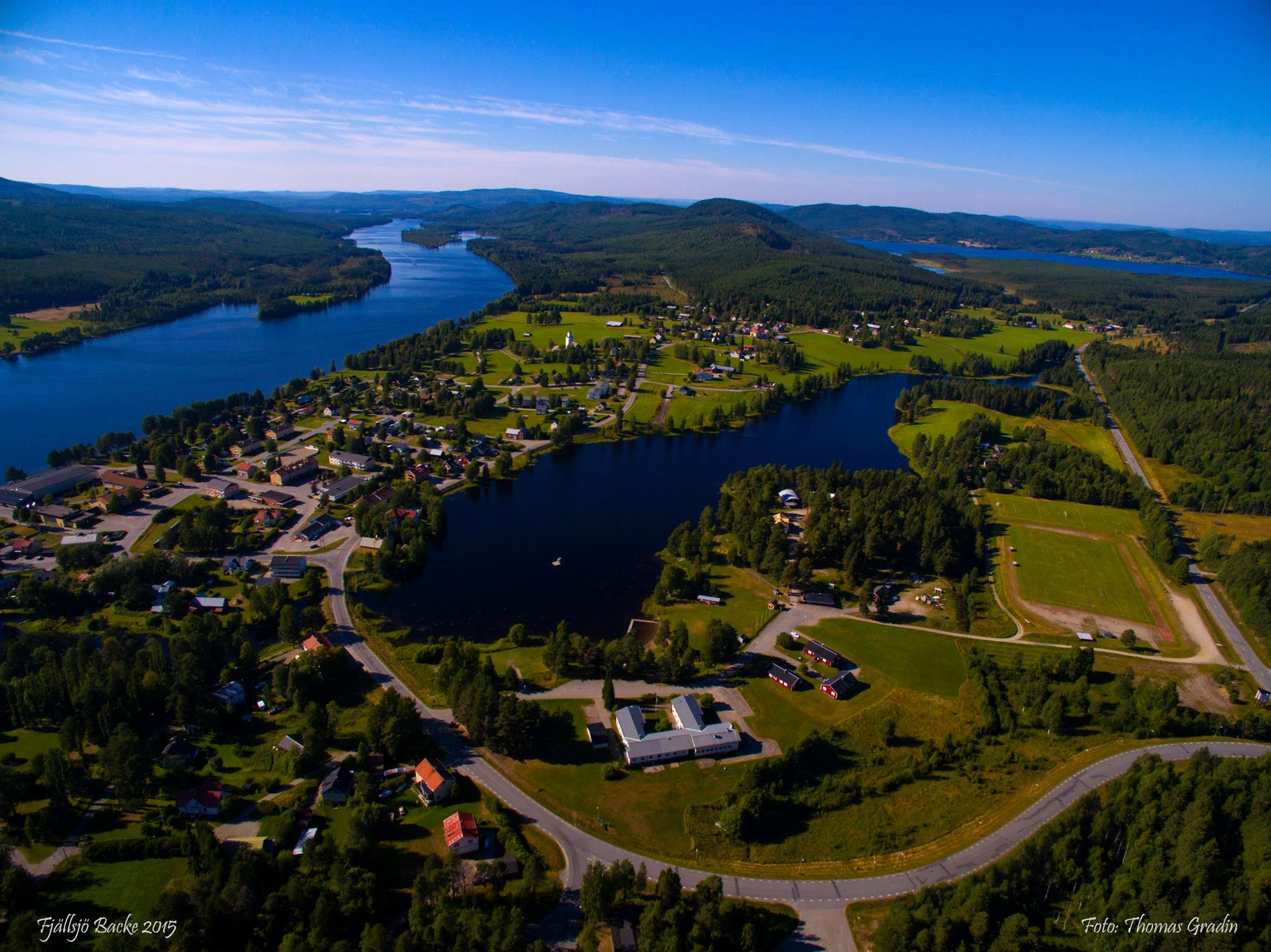
Kyrkbyn Backe med Fjällsjö kyrka

Fjällsjö socken i Ångermanland är sedan 1974 en del av Strömsunds kommun i Jämtlands län och motsvarar från 2016 Fjällsjö distrikt.
Socknens areal är 804,90 kvadratkilometer, varav 740,40 land. År 2000 fanns här 1 134 invånare. Kyrkbyn Backe med sockenkyrkan Fjällsjö kyrka ligger i socknen. 

## Administrativ historik
Fjällsjö socken bildades under 1400-talet genom en utbrytning ur Ramsele socken. 1772 utbröts Tåsjö socken och 1799 Bodums socken. 1891 överfördes Trångåsen från Fjällsjö socken till Ströms socken i Jämtlands län.
Vid kommunreformen 1862 övergick socknens ansvar för de kyrkliga frågorna till Fjällsjö församling och för de borgerliga frågorna bildades Fjällsjö landskommun i Västernorrlands län. Landskommunen utökades 1952 och 1967 och uppgick 1974 i Strömsunds kommun som också innebar att länstillhörigheten ändrades från Västernorrlands län till Jämtlands län.
1 januari 2016 inrättades distriktet Fjällsjö, med samma omfattning som församlingen hade 1999/2000.
Socknen har tillhört fögderier, tingslag och domsagor enligt vad som beskrivs i artikeln Ångermanland.

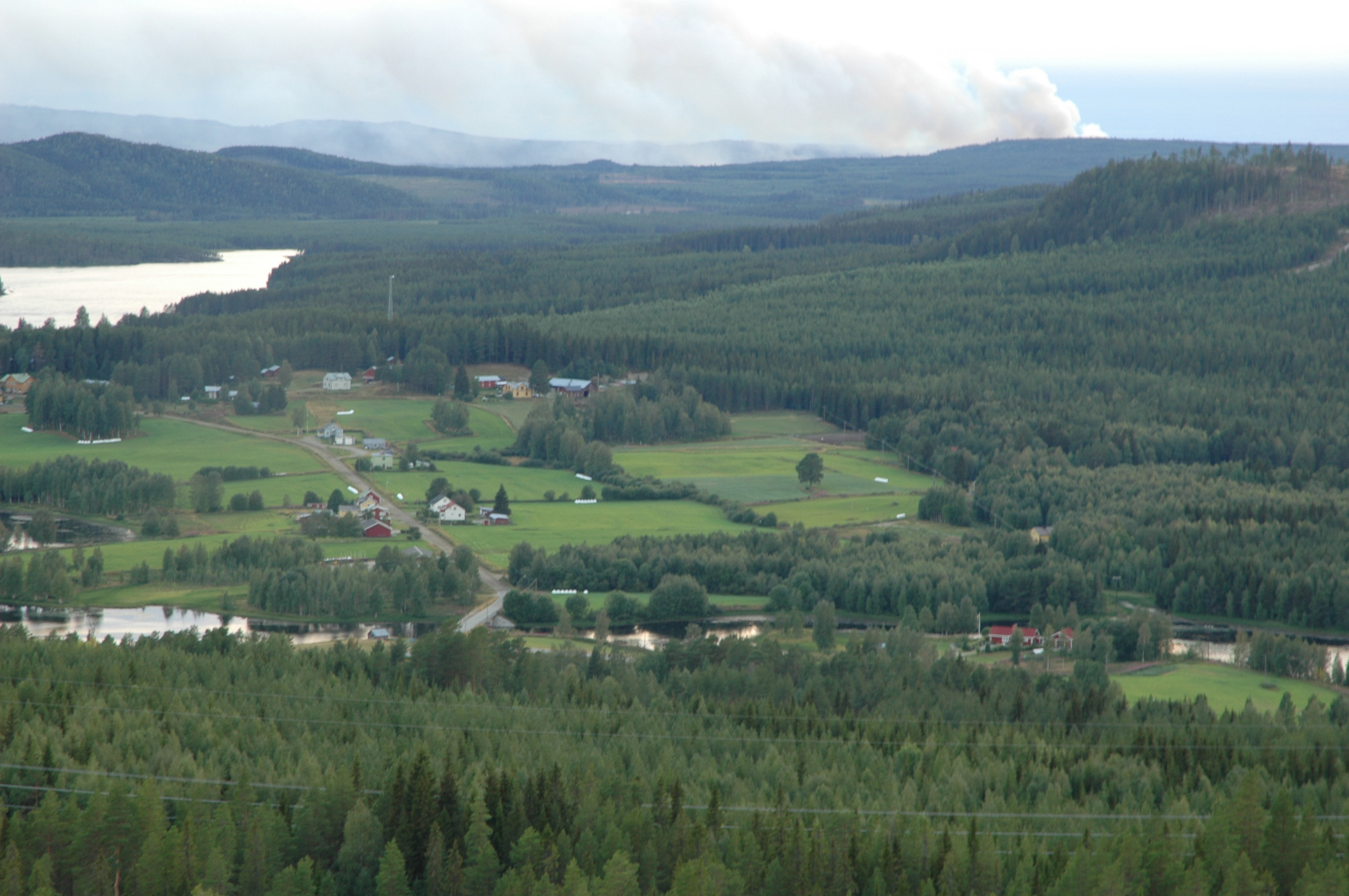
Vy över Vängel i Fjällsjö socken

## Geografi
Fjällsjö socken ligger kring Fjällsjöälven, Vängelälven och sjöarna Fjällsjön och Rudsjön. Socknen är en starkt kuperad, sjörik skogsbygd som i Bleka når 515 meter över havet.

### Geografisk avgränsning
I väster gränsar socknen mot Ströms socken. Helt i sydväst möts Fjällsjö, Ströms och Ramsele socknar, den senare i Sollefteå kommun (Västernorrlands län). Här, i sydväst ligger byn Högbränna och gränsen mellan Fjällsjö och Ramsele går mitt i Faxälven. I denna trakt ligger sjöarna Mårdsjön och Vängelsjön vilka båda ingår i Vängelälven. Byn Vängel ligger norr om Vängelsjön. På gränsen mot Ström ligger Onsjön. I socknens nordvästra del ligger byarna Väster-Rudsjön samt Öster-Rudsjön invid två sjöar med samma namn. Längst i väst ligger byn Österåsen.
I norr gränsar socknen mot Bodums socken. I nordost i trakten av Lill-Tannsjön ligger "tresockenmötet" Fjällsjö–Bodum–Junsele, den senare i Sollefteå kommun. Här i nordvästligaste delen av Fjällsjö socken ligger bergsområdet Smulen. Tätorten Backe ligger längs länsvägar 345 och 346 i socknens östra del. Tvärbanan Hoting-Forsmo har en station i Backe. I sydost, på länsgränsen, ligger Långvattnets naturreservat. I denna del av socknen ligger även byarna Valåbränna, Sil, Silsjönäs, Norr-Edsta och Sör-Edsta, alla invid Fjällsjöälven.

## Namnet
Namnet (1535 Fiellsiö) kommer från sjön Fjällsjön. Förleden fjäll betyder här 'en längre in belägen del av socknen; obygd, skogsmark'.

## Historia
Man har anträffat cirka 150 fornlämningar. Alla tillhör den gamla norrländska fångstkulturen. Det finns ungefär 100 boplatser från stenåldern. I övrigt består lämningarna av fångstgropar och en mindre hällmålning. Den nuvarande bygden är från historisk tid.
Kyrkan är byggd av trä omkring år 1817. Altarskåpet är från 1500-talets början, och kyrkan rymmer även en madonnabild från 1200-talet.
Orten omnämndes första gången 1555 när Gustav Vasa ville driva in skatt på de cirka 15 bönder som bodde i Fjällsjö. Befolkningen var troligtvis under 120 personer. 1755 fick socknen en egen präst. Befolkningen var då 325 personer. År 1855 anlades en ny begravningsplats och socknens första skolhus byggdes. En provinsialläkarebostad och ny sockenstuga byggdes också samtidigt som vägarna förbättrades. Befolkningen uppgick då till 743 personer. År 1905 uppgick befolkningen till 2231 personer.
Omkring 1930 var arbetslösheten ett stort problem och en arbetslöshetskommitté bildades. Befolkningen var då 2492 personer. 

## Befolkningsutveckling
| Befolkningsutvecklingen i Fjällsjö socken 1750–2000                                                      | Befolkningsutvecklingen i Fjällsjö socken 1750–2000 | Befolkningsutvecklingen i Fjällsjö socken 1750–2000 | Befolkningsutvecklingen i Fjällsjö socken 1750–2000 | Befolkningsutvecklingen i Fjällsjö socken 1750–2000 |
| --- | --------------------------------------------------- | --------------------------------------------------- | --------------------------------------------------- | --------------------------------------------------- |
| |                                                     |                                                     |                                                     |                                                     |
| År |                                                     |                                                     | Folkmängd                                           |                                                     |
| 1750 | 1750                                                |                                                     | 296                                                 |                                                     |
| 1760 | 1760                                                |                                                     | 327                                                 |                                                     |
| 1769 | 1769                                                |                                                     | 388                                                 |                                                     |
| 1780 | 1780                                                |                                                     | 325                                                 |                                                     |
| 1800 | 1800                                                |                                                     | 379                                                 |                                                     |
| 1810 | 1810                                                |                                                     | 252                                                 |                                                     |
| 1820 | 1820                                                |                                                     | 315                                                 |                                                     |
| 1830 | 1830                                                |                                                     | 373                                                 |                                                     |
| 1840 | 1840                                                |                                                     | 532                                                 |                                                     |
| 1850 | 1850                                                |                                                     | 622                                                 |                                                     |
| 1860 | 1860                                                |                                                     | 912                                                 |                                                     |
| 1870 | 1870                                                |                                                     | 1 190                                               |                                                     |
| 1880 | 1880                                                |                                                     | 1 589                                               |                                                     |
| 1890 | 1890                                                |                                                     | 1 980                                               |                                                     |
| 1900 | 1900                                                |                                                     | 2 124                                               |                                                     |
| 1910 | 1910                                                |                                                     | 2 368                                               |                                                     |
| 1920 | 1920                                                |                                                     | 2 354                                               |                                                     |
| 1930 | 1930                                                |                                                     | 2 480                                               |                                                     |
| 1940 | 1940                                                |                                                     | 2 519                                               |                                                     |
| 1950 | 1950                                                |                                                     | 2 521                                               |                                                     |
| 1960 | 1960                                                |                                                     | 2 296                                               |                                                     |
| 1970 | 1970                                                |                                                     | 1 825                                               |                                                     |
| 1980 | 1980                                                |                                                     | 1 563                                               |                                                     |
| 1990 | 1990                                                |                                                     | 1 375                                               |                                                     |
| 2000 | 2000                                                |                                                     | 1 134                                               |                                                     |
| Anm: Källor: Umeå universitet - Tabellverket 1749-1859, Demografiska databasen, CEDAR, Umeå universitet. |                                                     |                                                     |                                                     |                                                     |

## Kända personer från bygden
- Bo Hederström - skådespelare